# Elias TA-1
Die Elias TA-1 ist ein Doppeldecker-Schulflugzeug des US-amerikanischen Herstellers G. Elias and Brother. Die TA-1 wurde vom United States Army Air Service (USAAS) erprobt; ein Auftrag zur Serienfertigung wurde jedoch nicht erteilt.

## Geschichte
Die drei vom USAAS 1920 angekauften Flugzeuge der Elias-Werke erhielten die militärische Bezeichnung TA-1. Beide Tragflächen der einstieligen Doppeldecker hatten die gleiche Spannweite und waren konventionell aus Holz aufgebaut und hatten eine Stoffbespannung. Mit Ausnahme der Ausstattung mit Sternmotoren eines neuen Typs, wiesen die Flugzeuge keine nennenswert fortschrittlichen Konstruktionseigenschaften auf. Zwei Maschinen sollen mit einem neu entwickelten 200 PS leistenden Sternmotor Lawrance J-1 und eine mit dem älteren britischen Sternmotor ABC Wasp mit 170 PS ausgerüstet gewesen sein.
Während der von 1921 bis 1923 durchgeführten Vergleichsflüge auf dem McCook Field stufte der Air Service die Flugleistungen als unterlegen gegenüber den Konkurrenten Dayton-Wright TA-3 und Huff-Daland TW-5 ein. In einer Zeitungsmeldung vom Juni 1921 wurde die Wasp-Maschine jedoch noch als Flugzeug mit guten Flugeigenschaften beschrieben. Die weitere Entwicklung wurde aufgegeben und die Flugzeuge 1926 verschrottet.

## Technische Daten
| Kenngröße             | Daten    |
| --------------------- | -------- |
| Besatzung             | 2        |
| Länge                 | 7,54 m   |
| Spannweite            | 9,93 m   |
| max. Startmasse       | 1015 kg  |
| Höchstgeschwindigkeit | 144 km/h |